# Rolls-Royce Peregrine
El Peregrine ("Peregrino") fue un motor aeronáutico de 12 cilindros en "V", refrigerado por líquido, de 885 hp y 21 litros de capacidad, diseñado por el fabricante británico Rolls-Royce a principios de los años 30. Fue esencialmente el último desarrollo del Rolls Royce Kestrel, el cual tuvo un amplio uso. El motor recibe su nombre de un ave de presa: el halcón peregrino.

## Desarrollo
Durante la década de 1930 el uso de sobrealimentador es para incrementar el "desplazamiento (o cilindrada) efectivo" de un motor aeronáutico comenzó a ser de uso común. El uso de compresores se había vuelto en un requisito para el vuelo a gran altura, y debido a que mejoraba la potencia de los motores, no había razones para usarlos en todo momento. El uso del compresor en el Kestrel para vuelos a baja altura junto con muchas otras mejoras en el diseño mejoraron la relación peso/potencia considerablemente, y era opinión generalizada que el resultado, el Peregrine, se convertiría en el motor estándar para los aviones caza en la próxima guerra. Dos Peregrine unidos en un cigüeñal común a ambos produciría el Rolls Royce Vulture, un motor X24 de 1700 hp que sería usado en bombarderos.
En la práctica, los diseños de aviones evolucionaban rápidamente en tamaño, y los requisitos de potencia llegaron a un punto en el que el Peregrine era simplemente muy pequeño para ser útil. El proyecto interno para "cubrir el bache" entre el Peregrine y el Vulture resultó en el Rolls Royce Merlin. La necesidad de desarrollar el Merlin terminó con el Peregrine, ya que todos los recursos se destinaron para poner rápidamente el Merlin en servicio. Por esta razón, el Peregrine tuvo poco uso, y fue cancelado luego que se produjeran solo 300 ejemplares.

## Historia Operacional

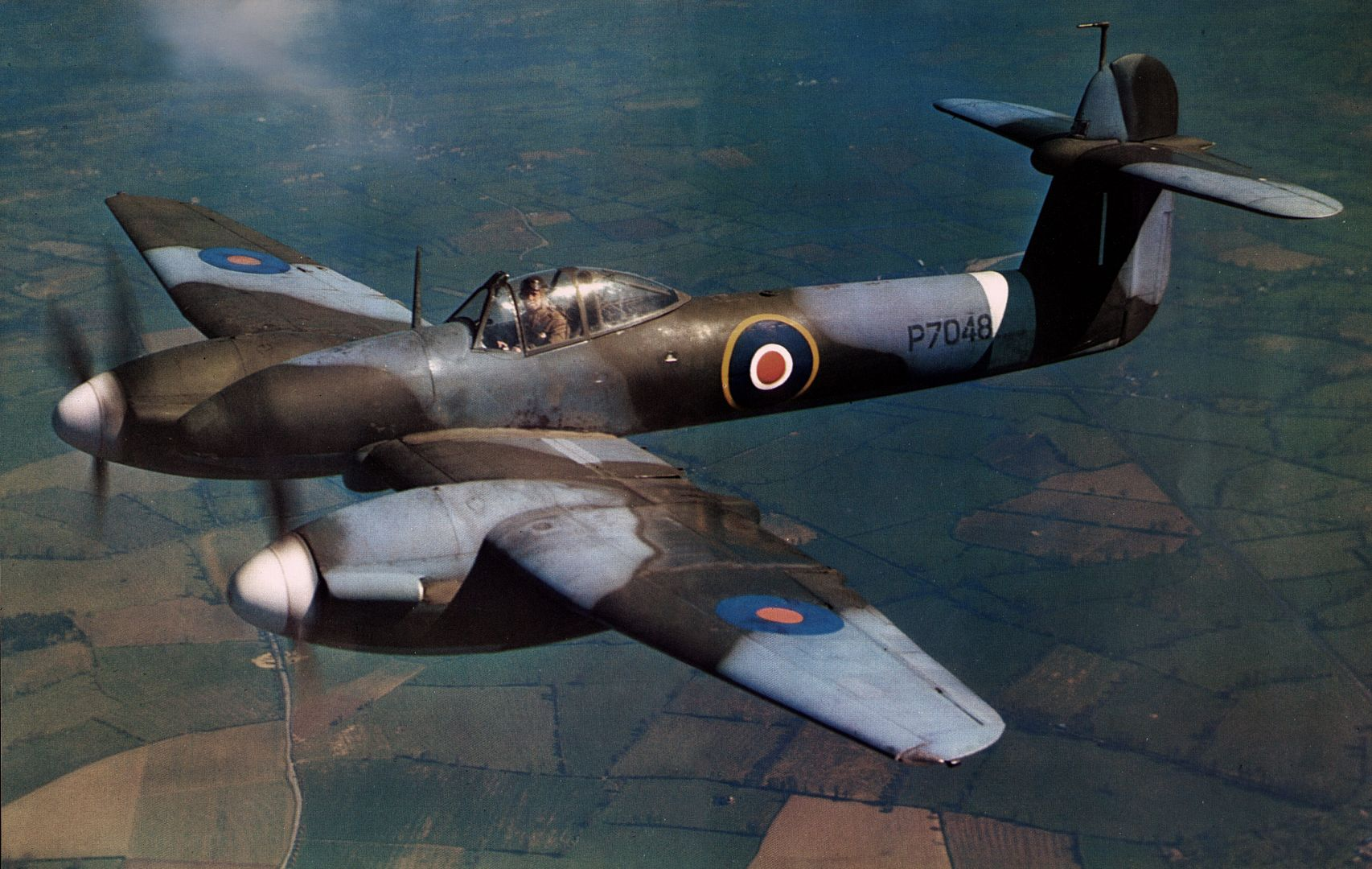
Un Westland Whirlwind con motores Rolls Royce Peregrine.

Al final solo dos aviones usaron el Peregrine, Westland Whirlwind y el segundo prototipo del Gloster F9/37, ambos diseños bimotores; el prototipo F9/37 usó el motor radial Bristol Taurus. Los requerimientos del Ministerio para el F9/37, un caza armado con cañones (el Hurricane y el Spitfire estaban armados solo con ametralladoras en ese entonces), se vieron reducidos y no hubo más desarrollos en el diseño. El Whirlwind, a pesar de sus excelente desempeño a baja altura, probó ser poco económico comparado con los cazas monomotores, y también sufrió los problemas de fiabilidad del Peregrine. Las baja producción del Peregrine causó retrasos en los envíos para equipar los escuadrones.
Mientras que los problemas de fiabilidad de los nuevos diseños de Rolls-Royce no eran poco comunes, el departamento de pruebas de la compañía usó todos sus recursos para desarrollar el Merlín, más potente. Al tener el Merlin mayor prioridad, el poco confiable Peregrine fue abandonado, y su producción cesó en 1940. Otros cazas con cañones, como el Hawker Typhoon y el Bristol Beaufighter estuvieron disponibles, y el Whirlwind fue diseñado alrededor del Peregrine, por lo que el cambio a un motor diferente no era una opción viable. Solo 116 Whirlwinds y un correspondiente número de Peregrines (301) fueron construidos.

## Aplicaciones
- Gloster F9/37,
- Westland Whirlwind

## Especificaciones (Peregrine I)[3]
- Tipo: Motor aeronáutico de pistones de 12 cilindros en V a 60°, enfriado por líquido, sobrecargado.
- Diámetro: 127 mm
- Carrera: 140 mm
- Cilindrada: 21.200 cc
- Longitud: 1869 mm
- Anchura: 688 mm
- Altura: 1041 mm
- Peso: 517 kg
- Válvulas: a la cabeza
- Compresor: compresor centrífugo, velocidad simple, 0,63 bares.
- Alimentación: Carburador de tiro vertical.
- Refrigeración: 70% agua y 30% Etilenglicol.
- Potencia: 660 kW (885 HP; 897 CV) a 3.000 rpm, presión de admisión 0,63 bares.
- Potencia/cilindrada: 31,1 kW/L
- Peso/potencia: 0,35 kg/hp
- Compresión: 6:1